# Synagoga w Chełmnie
Synagoga w Chełmnie – synagoga znajdująca się w Chełmnie, przy ulicy Poprzecznej.
Synagoga została zbudowana w 1842 roku. Podczas II wojny światowej w 1939 roku hitlerowcy wysadzili synagogę w powietrze. Po wojnie na miejscu, gdzie stała, wybudowano garaże. 